# Internetové bankovnictví

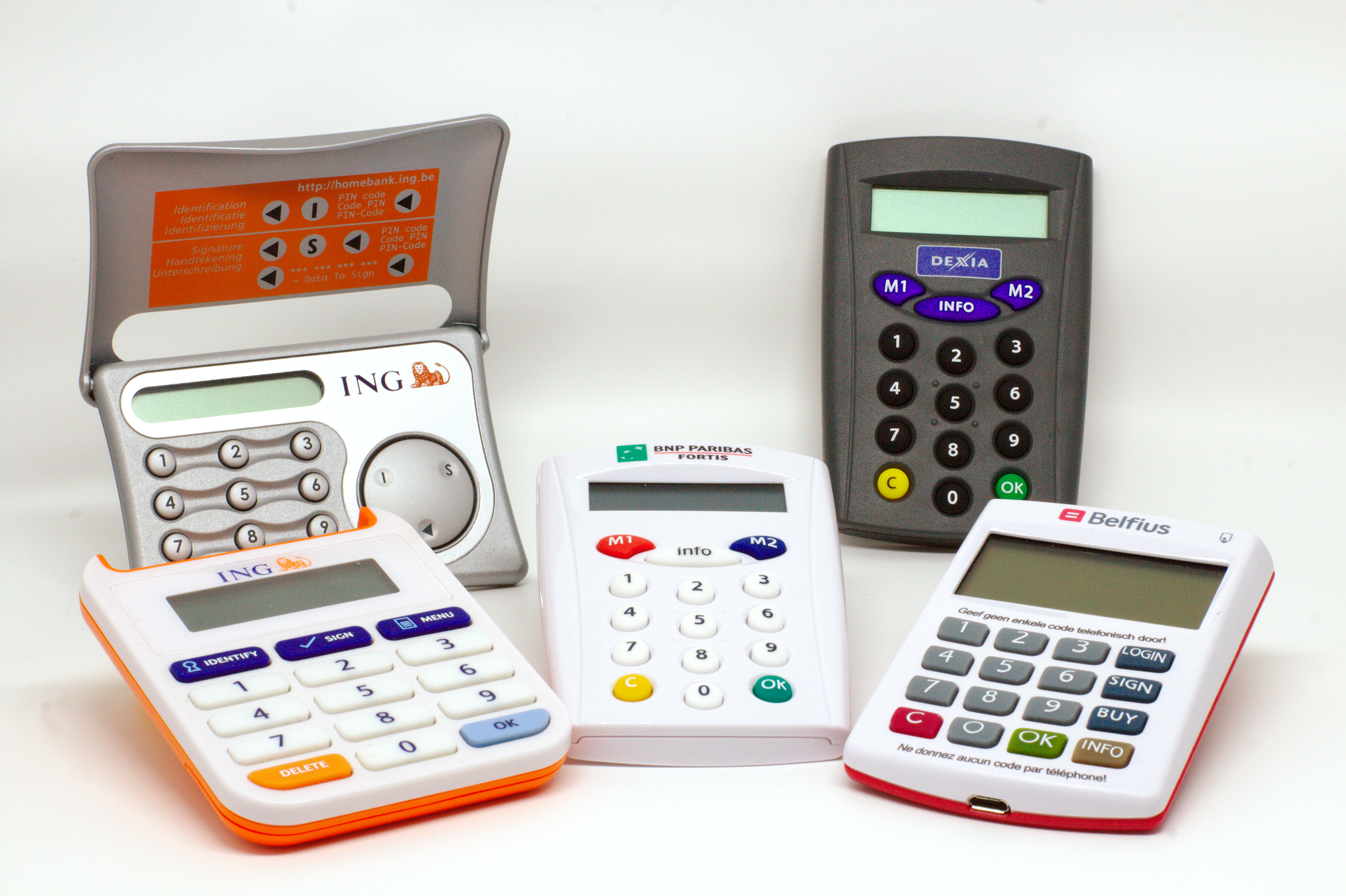
Bezpečnostní tokeny pro internetové bankovnictví

Internetové bankovnictví nebo online bankovnictví či e-banking je jedna z nejoblíbenějších metod obsluhy bankovních účtů a kontaktu klienta s bankou přes webové rozhraní, vedle telefonního bankovnictví jedna z metod přímého bankovnictví. Jestliže se klient k internetu připojuje pomocí vestavěného prohlížeče mobilního telefonu a jeho prostřednictvím ke svému účtu, jde o WAP banking. Přímé bankovnictví umožnil až prudký rozvoj informačně-komunikačních technologií v posledních desítkách let. Jedná se o služby, které umožňují komunikaci mezi klientem a bankou, bez toho aby klient musel být fyzicky přítomen v pobočce banky, a to nepřetržitě 24 hodin denně po celý rok.
Pomocí internetového bankovnictví klient může spravovat své bankovní účty, například zjistit aktuální zůstatky, zadat jednorázový nebo trvalý příkaz k úhradě a podobně. Z hlediska klienta je výhodou rychlý, levný a snadný přístup k účtu (poplatky u internetového bankovnictví bývají nejnižší, navíc příkaz se splatností aktuální den bývá možné zadat i po ukončení provozní doby poboček banky), z hlediska banky úspora pracovníků na přepážkách. Nevýhodou mohou v některých případech být bezpečnostní problémy, protože informace a příkazy se předávají z často nedostatečně zabezpečených počítačů klientů přes běžné internetové spojení. Stejně jako mají svá bezpečnostní rizika WAP banking a telefonní bankovnictví.
Tato možná slabina internetového bankovnictví je však dnes u většiny bank vyřešena zabezpečeným šifrovaným spojením pomocí https protokolu, a současnou komparací internetových klíčů, uložených v počítačích klienta a na serverech banky. Autorizace uživatele je navíc prováděna pomocí speciálního kódu, který je pomocí SMS zprávy zaslán bankou na klientem vybrané číslo mobilního telefonu. (např.) Problémem internetového bankovnictví v Česku je, že čeští uživatelé si i přes doporučení odborníků nemění hesla nebo si je mění pouze výjimečně. Rizikem bank je, že pokud je nový účet zakládán prostřednictvím internetu, doklady žadatele o založení účtu kontroluje pouze kurýr, který nemusí odhalit zfalšování dokladů.

## Historie
„Tato služba byla poprvé nabídnuta již počátkem 80. let, čtyřmi hlavními bankami New Yorku (Citibank, Chase Manhanttan, Chemical a Manufacturers Hanover). Chemical bank představila svůj bankovní produkt Pronto pro jednotlivce a Pronto Business Banker pro malé podniky již roku 1983. Její jednotliví zákazníci platili měsíční poplatek 12 USD měsíčně za dial-up službu, která jim umožňovala spravovat elektronické záznamy šekových knížek a osobních rozpočtů, zjistit historii a zůstatky účtů (včetně zúčtovaných šeků), převádět prostředky mezi běžnými a spořicími účty, a nejlepší ze všeho, realizovat elektronické platby cca 17000 obchodníkům. Navíc mohli obdržet informace o cenách akcií za další poplatek účtovaný za minutu.“
Dá se říci, že tato služba je dodnes považována za první poskytnutí internetového bankovnictví vůbec. Ovšem skutečná revoluce v bankovním sektoru nastala až v 90. letech minulého století na přelomu tisíciletí. V roce 1995 vstupuje na trh Security First Network Bank, jakožto první čistě internetová banka na světě. Koncept čistě internetové banky dnes provozuje celá řada bankovních institucí a v poslední době se těší velké oblibě nejen mezi jejími klienty, ale i u nich samotných. Jelikož díky snížení nákladů na provoz bankovní pobočky, nebo možnosti se připojit k bankovnímu účtu v podstatě odkudkoliv, se tato varianta bankovnictví jeví jako nejefektivnější a zároveň nejpřívětivější pro klienta samotného.
Roku 2002 banky v ČR používaly pět možných prostředků přístupu do bankovnictví: mobilní telefon (SMS), PIN kalkulátor, certifikát (s heslem na disketě), uživatelské jméno či čtečky čipové karty. České banky své internetové bankovnictví často nabízejí pod zvláštní produktovou značkou, příkladem může být internetové bankovnictví České spořitelny označované jako Servis 24. První vyspělé internetové bankovnictví nazvané eKonto, zpřístupňované pomocí internetového klíče, SMS nebo zpoplatněné kalkulačky v ČR nabízela eBanka. V roce 2008 Raiffesenbank eBanku převzala a internetové klíče postupně přestala nabízet, přihlášení tak šlo využít jen SMS nebo kalkulátory. Postupně se začíná prosazovat mobilní bankovnictví. Roku 2022 začínají banky rušit či zpoplatňovat autorizační SMS.

## Zabezpečení
Zabezpečení internetového bankovnictví se u jednotlivých bank liší, většina z nich ale k přenosu dat používá šifrované SSL spojení. Mezi další základní způsoby autentizace klienta banky patří použití uživatelského jména, které banka přiděluje svým klientům při zřízení služby, v kombinaci s bezpečnostním heslem, které si klient může měnit dle libosti. Každé uživatelské jméno je neměnné a unikátní, tak aby nedošlo k záměně klientů. Dalším ze základních ověřovacích prvků bank je autorizační SMS obsahující jedinečný kód, pomocí kterého se klient hlásí do bankovní aplikace, nebo pomocí něj potvrzuje transakce. Mezi další způsoby autorizace klienta v on-line prostředí patří užití autentizačního kalkulátoru, který používá šifrovací algoritmy bez přímého napojení na klientův počítač, což umožňuje generalizaci unikátního hesla pro vstup do systému. Poslední obvykle používanou metodou zabezpečení systému internetového bankovnictví je užití klientského certifikátu. Ten identifikuje uživatele a příslušný server, čímž zajišťuje komunikaci mezi těmito dvěma subjekty pomocí přenosu šifrovaných dat. Na rozdíl od autentizačního kalkulátoru je klientský certifikát nahrán a tak vždy propojen s počítačem uživatele.
„Zabezpečení komunikace mezi klientem a bankou v rámci internetového bankovnictví obvykle bývá řešeno standardním protokolem SSL (HTTPS). Většina českých bank pro svou identifikaci používá certifikáty vydané obecně uznávanými autoritami – VeriSign, druhou možností je použití certifikátu vydaným národními certifikačními autoritami (v ČR např.I.CA)“

## Rozdělení
Internetové bankovnictví lze dělit do několika kategorií, nebo lépe řečeno sub-kategorií, které se od sebe liší pouze v detailech a způsobu přístupu na Internet.

### PDA bankovnictví
Jedná se o typ internetového bankovnictví, který může svou mobilitou mást i samotné banky ke kategorizaci do mobilního bankovnictví, což je však omyl. Veškerá komunikace klienta s bankou probíhá přes Internet, pomocí téměř klasického webového prohlížeče zobrazeného na PDA displeji, což je samozřejmě doménou internetového bankovnictví. Na druhou stranu možnost nosit zařízeni stále při sobě je typickým znakem mobilního bankovnictví. Samotné zařízení PDA (Personal Digital Assistant) tak lze teoreticky označit jako průnik obou kanálů bankovnictví, jak internetového, tak i mobilního. Samotná komunikace mezi bankou a klientem, podobně tak její zabezpečení probíhá stejně jako na osobním počítači.

### Home banking
Neboli také domácí bankovnictví, jedná se o službu podobnou internetovému bankovnictví jako takovému. Hlavní rozdíl mezi klasickým internetovým bankovnictvím a domácím bankovnictvím je ten, že komunikace mezi klientem a bankou neprobíhá skrze webový prohlížeč, ale skrze speciální software banky. To na jednu stranu omezuje typickou volnost a mobilitu internetového bankovnictví, avšak na druhou stranu zaručuje značně větší bezpečnost v komunikaci mezi klientem a bankou.

### IPTV
IPTV, neboli internetová televize, je technologie, která prakticky spadá do kategorie internetového bankovnictví, avšak někdy bývá zařazována do specifické kategorie televizního bankovnictví. Podstatou této technologie je umožnění oboustranné komunikace mezi klientem a bankou. K této komunikaci dochází skrze internetový protokol a televizní rozhraní za pomoci telefonní linky a klávesnice připojené k televizi. O IPTV se tedy dá říci, že je jakousi obdobou home bankingu a to nejen ve způsobu domácího použití, ale i co se týče hlavních parametrů jako například bezpečnost, cena, mobilita a komfort.